# Noctambule (collection)
Noctambule est une collection de bande dessinée qui appartient au catalogue de l’éditeur français Soleil Productions dont la direction éditoriale est assurée par Clotilde Vu.

## Fiche technique
| Couverture :      | cartonnée, mate  |
| Format :          | 201 x 282 mm     |
| Papier couché :   | 120 g minimum    |
| Nombre de pages : | 80 pages minimum |

## Les titres

### Adaptations
- À Bord de l’Étoile Matutine de Pierre Mac Orlan librement adapté par Riff Reb's ;
- Le Dernier des Mohicans de James Fenimore Cooper librement adapté par Cromwell et Catmalou ;
- Le Joueur de Fédor Mikaïlovitch Dostoïevski librement adapté par Stéphane Miquel et Loïc Godart ;
- L’Île aux trente cercueils de Maurice Leblanc librement adapté par Marc Lizano ;
- Moby Dick d’Herman Melville librement adapté par Olivier Jouvray et Pierre Alary ;
- Le Club du suicide de Robert Louis Stevenson librement adapté par Clément Baloup et Eddy Vaccaro ;
- Alice aux pays des merveilles de Lewis Carroll librement adapté par Claire Wendling.
- La Fiancée : D'après la vie d'Odette Nilès, l'amoureuse de Guy Môquet de Gwenaëlle Abolivier et Eddy Vacaro.

### Récits intimistes
- La Marche du Crabe d’Arthur De Pins;
- La dernière image de Gani Jakupi